# Olga Yakushova
Olga Pávlovna Yakushova –en ruso, Ольга Павловна Якушова– (Borodinó, 29 de diciembre de 1991) es una deportista rusa que compite en biatlón. Ganó una medalla de oro en el Campeonato Europeo de Biatlón de 2016, en el relevo mixto.

## Palmarés internacional
| Campeonato Europeo | Campeonato Europeo | Campeonato Europeo | Campeonato Europeo |
| Año                | Lugar              | Medalla            | Prueba             |
| ------------------ | ------------------ | ------------------ | ------------------ |
| 2016               | Tiumén (Rusia)     | Medalla de oro     | Relevo mixto       |